# Grand-Lahou (underprefektur)
Grand-Lahou är en underprefektur i Elfenbenskusten. Den ligger i departementet med samma namn, i den södra delen av landet, 160 km söder om huvudstaden Yamoussoukro.